# Mindanaoblomsterpickare
Mindanaoblomsterpickare (Dicaeum nigrilore) är en fågel i familjen blomsterpickare inom ordningen tättingar.

## Utseende och läte
Mindanaoblomsterpickaren är en liten och rätt långnäbbad fågel. Den är olivgrön på ryggen, mörkare på vingkanterna, med guldgrönt huvud och ljusgrå strupe som skiljs från huvudet av en svart linje. Vidare är den ljsugrå på bröstet och ljusgul på sidorna samt under stjärtroten. Benen är svarta och ögonen röda. Fågeln liknar något olivryggig blomsterpickare, men skiljer sig genom längre näbb och det gula på buken. Bland lätena hörs ljusa och stigande visslingar och ett grovt "jiik!".

## Utbredning och systematik
Mindanaoblomsterpickare delas in i två underarter:
- Dicaeum nigrilore diuatae – förekommer i södra Filippinerna (berget Diuata i nordöstra Mindanao)
- Dicaeum nigrilore nigrilore – förekommer i södra Filippinerna (bergstrakter på Mindanao)

## Status och hot
Arten har ett stort utbredningsområde, men tros minska i antal, dock inte tillräckligt kraftigt för att den ska betraktas som hotad. Internationella naturvårdsunionen IUCN listar arten som livskraftig (LC).